# Cine para leer
Cine para leer va ser un anuari de publicació semestral creat el 1972 que recopilava totes les crítiques de les pel·lícules estrenades a Espanya. Va tancar el maig de 2018. Pioner a recopilar la informació i crítica de les pel·lícules estrenades en Espanya, l'anuari Cine para leer comença a publicar-se el 1972 per Ediciones Mensajero. Amb més de quaranta anys de trajectòria, s'ha convertit en un clàssic de la literatura cinematogràfica espanyola. Durant molt de temps, va tenir com a suport la revista Reseña de Literatura, Arte y Espectáculos, una publicació mensual d'anàlisi de novel·la, poesia, cinema, teatre, arts plàstiques i música. Actualment, l'anuari té una periodicitat semestral i presència actualitzada en la seva pàgina web i els seus perfils en xarxes socials com Facebook, Twitter i ivoox.

## Continguts
A més de les crítiques i les fitxes tècniques de les estrenes de cada semestre, els anuaris de Cine para leer inclouen anàlisis introductòries mes a mes, els denominats «punts de vista», que ofereixen reflexions detallades sobre diferents qüestions (històriques, estètiques, sociològiques, culturals...) de l'univers cinematogràfic. A més, es recopilen els premis dels més importants certàmens i festivals, les principals dates i necrològiques i la bibliografia cinematogràfica.

## La revista Reseña
La revista Ressenya, mare de Cine para leer, va néixer en 1964. En la seva secció de cinema s'abordaven les pel·lícules amb el mateix rigor que els seus crítics de Literatura, Teatre i Art aplicaven en les seves recensions. Aquests, que procedien de l'ensenyament com a professors i catedràtics, van acabar per contagiar als cinèfils de la revista, periodistes i cineclubistes i, més tard, autèntics ratolins de filmoteca, el segell que ha caracteritzat la marxa del grup: fugir de la gacetilla precipitada per a, després de l'anàlisi de l'estructura del film i dels pressupostos socioculturals en què s'inscriu, desembocar en l'opinió i la síntesi degustadora d'aquest.
De fet, per una sèrie de circumstàncies, aquest nou grup de crítics havia pres el relleu de l'equip fundacional de la publicació, compost en la seva majoria per prestigiats crítics de la premsa diària. Els nouvinguts procedien de la Universitat de Valladolid, Bèrgam, Roma, i altres escoles on havien cursat estudis sobre l'art cinematogràfic. Aquesta nova fornada de crítics aterra, doncs, amb un sòlid bagatge intel·lectual i cultural.
Pretenien, a més, donar a la crítica un enfocament social. En aquella època, el cinema era un espectacle de masses i influïa enormement en els costums i idees. I, al seu torn, les ideologies s'encarnaven en els films per a donar-los difusió més àmplia. Eren els vertiginosos anys seixanta, que van culminar en maig del 68 i va donar origen al moviment hippy i beat, i l'anomenada revolució sexual. Van ser mentors d'aquella generació pensadors com Erich Fromm, Herbert Marcuse, Marshall McLuhan, Wilhelm Reich i Jacques Lacan.
El fenomen dels nous cinemes, que coincidia amb el dels «joves irats» britànics del Free Cinema, dona pas a la politització (la càmera com a arma de combat), a la decadència agònica del western i al final de la carrera dels mestres del cinema sonor. A Espanya pugnaven els mesetaris i els partidaris del cinema del greixum amb la «gauche divine» catalana, uns i altres es queixen d'una censura inmisericorde que obliga als espanyols a periòdiques excursions més enllà dels Pirineus per a posar-se al dia. Mentrestant, el cinema del destape campa a pler.

## L'anuari
En aquest brou de cultiu neix l'anuari Cine para leer el 1972. La idea era emular un tipus de llibres que s'estaven editant a França, Itàlia i el Regne Unit. Aprofitant les crítiques publicades en Reseña, es van afegir dues panoràmiques introductòries al cinema a Espanya i al món, les fitxes de totes les estrenes i alguns complements més. Així es va compondre el primer volum. En la contraportada, es definia als seus autors amb aquestes paraules:
«Sense credos cinematogràfics uniformants, sense postures estètiques preconcebudes, l'equip de Reseña encara el cinema amb independència i rigor, valorant l'obra en si mateixa i en la seva incidència sociològica. Aquest llibre, en definitiva, ens ajuda a calibrar i enjudiciar el món en què vivim, reflectit i conformat pel cinema». Tota una declaració de principis.
Es van imprimir dos mil exemplars. Es van esgotar i va caldre fer a tot córrer una reimpressió. Componien l'equip, per ordre alfabètic: Manuel Alcalá, Norberto Alcover, Carlos J. Barbáchano, José Luis Blanco Vega, Ángel Camiña, Pedro Crespo, Marise Fontanet, Miguel Garau, Joaquín Hidalgo, Pedro Miguel Lamet, Margarita Lobo, Ángel A. Pérez Gómez, Carlos Pumares, José María Ródenas, Manuel Spínola, Luis Úrbez, Alberto Valero i Manuel Vidal. Les fitxes les recopilava Ángel Falquina Bartolomé qui, durant anys, havia complert aquesta labor en les revistes Film Ideal i Cinestudio. De tots aquests continuaren fins al final Manuel Alcalá, Norberto Alcover, Pedro Miguel Lamet i Ángel Antonio Pérez Gómez.

## Línia editorial
L'equip de crítics que van aixecar l'edifici de Cine para leer es mostren influïts pel fervor humanístic dels professors d'Humanitats de la Companyia de Jesús i moguts per l'afany conciliador d'intervenir en el món de la cultura des d'un punt de vista analista i crític, llavors encara poc desenvolupat a Espanya.
Cine para leer arriba a les llibreries espanyoles com un anuari de crítica fílmica rigorosa i amb desitjos de romandre en el temps per la seva intrínseca qualitat i utilitat per als lectors i no menys per a institucions relacionades amb el fenomen cinematogràfic. Més de quaranta anys, doncs, d'una tasca amb un objectiu absolutament determinat: criticar amb fonament, sempre al servei de l'obra fílmica mateixa, intentant salvar la proposició aliena en lloc d'utilitzar la crítica en funció ideològica restrictiva i en fi destructiva. Criticar com a exercici intel·lectual, amb les soles armes de l'anàlisi narrativa, de les complexitats estètiques del llenguatge cinematogràfic i d'un judici valoratiu fundat en l'anterior.
Més de quaranta anys d'història cinematogràfica però també civil, política i axiològica, a més de religiosa i estètica, es condensen en els anuaris comentats, on s'amaguen els quaranta anys fonamentals per a la construcció de l'Espanya democràtica des de l'òptica del cinema i de les seves pel·lícules en concret. Una obra que roman, que atreu cada vegada més, amb el marxamo que l'obra duradora, tal vegada elaborada en silenci i sense grans expectatives mediàtiques, és la que acaba per elaborar la gestació d'una societat on el conjuntural i el superficial s'imposen cada vegada més en detriment de la reflexió com a àmbit per a l'elaboració crítica de la realitat.

## Equipo Reseña
L'Equipo Reseña està format pels crítics:
- Ángel A. Pérez Gómez (editor)
- José Luis Sánchez Noriega (coordinador de redacció)
- Manuel Alcalá
- Norberto Alcover
- Rafael Arias Carrión
- Fernando Bejarano
- Francisco María Benavent
- Sergio Fernández Pinilla
- José Antonio García Juárez
- Miguel Ángel Huerta Floriano
- Ángel Luis Inurria
- Pedro Miguel Lamet
- Ignacio Lasierra
- Cristina Leza
- José Luis Martínez Montalbán
- Francisco Moreno
- Ernesto Pérez Morán
- José A. Planes Pedreño
- Julio Vallejo
- Diego Salgado

## Premis
29a edició de les Medalles del Cercle d'Escriptors Cinematogràfics
| Categoria     | Premiat       | Resultat  |
| ------------- | ------------- | --------- |
| Millor llibre | Equipo Reseña | Guanyador |